# Sutton Veny
Sutton Veny est une paroisse civile et un village du Wiltshire, en Angleterre.